# Kathedrale des Heiligen Geistes (Kpalimé)

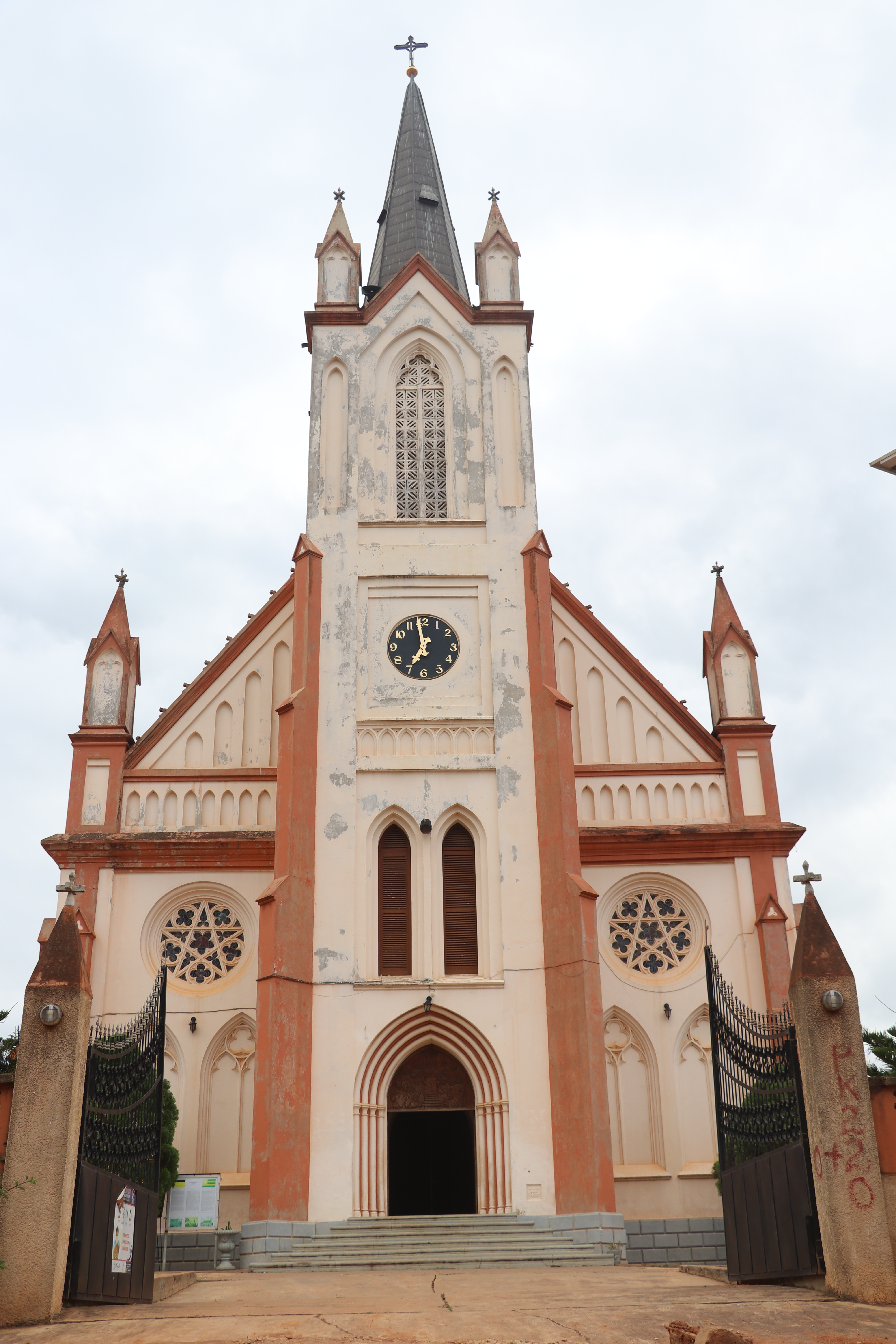
Heiliggeist-Kathedrale

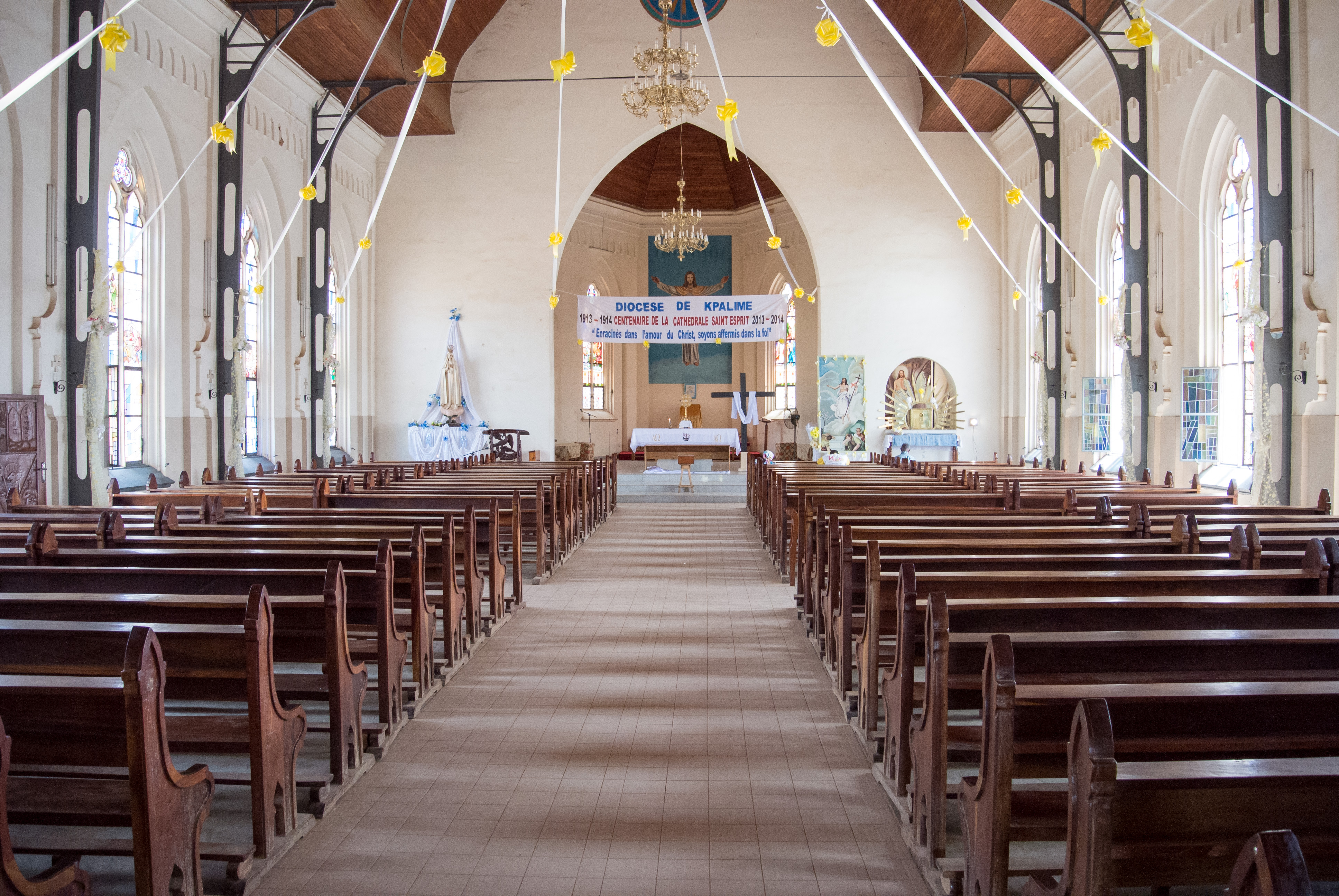
Innenansicht

Die Heiliggeistkathedrale (französisch Cathédrale Saint Esprit de Kpalimé), bekannt als Kathedrale von Kpalimé, ist ein Gotteshaus in der mitteltogoischen Stadt Kpalime (auch Palimé genannt) in Westafrika.
Die Pfarrei des Heiligen Geistes wurde im Jahre 1902 von Hermann Bücking SVD, dem ersten Apostolischen Präfekten von Togo, gegründet, als Togo unter dem Namen Togoland eine Kolonie (bzw. ein Schutzgebiet) des Deutschen Kaiserreiches war. Die Grundsteinlegung der heutigen Kirche wurde 1913 von deutschen Missionaren durchgeführt und das Bauwerk 1914 geweiht. Die Heiliggeistkirche wurde ab 2001 aufwändig von der Diözese Rottenburg-Stuttgart saniert und 2003 erneut als Kathedrale eingeweiht.
Die Kathedrale des Heiligen Geistes folgt dem römischen bzw. lateinischen Ritus und ist die Bischofskirche der Diözese von Kpalime, die 1994 durch die Bulle „Supremo in Ecclesia“ von Papst Johannes Paul II. gebildet wurde.